# 連続体仮説
連続体仮説（れんぞくたいかせつ、Continuum hypothesis, CH）とは、可算濃度と連続体濃度の間には他の濃度が存在しないとする仮説。19世紀にゲオルク・カントールによって提唱された。現在の数学で用いられる標準的な枠組みのもとでは「連続体仮説は証明も反証もできない命題である」ということが明確に証明されている。

## 発想
1個よりも多い最小の個数は2個である。2個よりも大きい最小の個数は3個である。このように、有限の個数に対しては1を足すことでそれ自身よりも大きい最小の個数を得ることができる。では無限の個数に対してはどうであろうか。自然数や実数は無限個存在する。これらの個数は異なるはずであるが、個数という呼び方をする限りいずれも「無限」である。これに対して、有限集合の場合の要素数の概念を無限集合にまで拡張した「集合の濃度」（二つの集合間に一対一対応が存在するとき二つの集合の濃度は等しいとする）を考えることにより2つの無限は区別される（詳細は濃度を参照）。無限集合の濃度（無限の個数）で最も小さいものは可算濃度（自然数全体の集合の濃度）である。しかし、可算濃度の無限集合に要素を1つ追加した集合もやはり可算濃度であり、有限集合の場合のように新しい濃度にはならない。可算濃度の無限集合同士の合併集合も可算濃度である。しかし、実数全体の集合は可算濃度ではないことが示された。そこで次に、可算濃度よりも大きい最小の濃度は連続体濃度（実数の集合の濃度）であろうと考えられた、これが連続体仮説である。

## 連続体仮説の表現
自然数より真に大きく、実数より真に小さいサイズの集合がない、ということを連続体仮説は述べている。もう少し正確には連続体仮説は「自然数を含むような任意の実数の部分集合は、実数との間に全単射が存在するか、自然数との間に全単射が存在するかのいずれかである」とも言い表せる。
自然数の全体を N と書き、そこにふくまれる自然数の個数（濃度）を可算濃度 {\displaystyle \aleph _{0}}（アレフ・ヌル）と呼ぶ（「可算」とは「数えられる」の意。可付番濃度とも言う）。また、実数の全体を R と書き、そこに含まれる実数の個数を連続体濃度 {\displaystyle \aleph } と書く。さらに集合 M の濃度を card M で表すことにすれば、連続体仮説は
{\displaystyle \aleph _{0}<{\mbox{card}}\,\Omega <\aleph }
なる集合 Ω が存在しないという主張であると言い表される。また N の冪集合の濃度
{\displaystyle {\mathfrak {P}}(\aleph _{0})}
については、これが連続体濃度に等しいということが証明されているから、アレフ数の概念を用いると連続体仮説は、公理系 ZFC （詳細は公理的集合論を参照）のもとで
{\displaystyle {\mathfrak {P}}(\aleph _{0})=\aleph _{1}=\aleph }
が成立すること、と言い表すこともできる。

## 連続体仮説の公理性
現代数学では標準的な枠組みとして ツェルメロ-フレンケルの公理系 ZF や ZF に選択公理を加えた公理系である ZFC を基礎に理論構築がなされているが、ZF や ZFC と連続体仮説は独立である。つまり ZF や ZFC に連続体仮説を付け加えた公理系も、連続体仮説の否定を付け加えた公理系も、無矛盾である。連続体仮説は ZF や ZFC においては真としても偽としてもよいともいえる。
クルト・ゲーデルは、連続体仮説は偽であると強く主張したことで知られている。彼の見方では、連続体仮説の独立性の証明は ZFC に欠点があることを示しており、もっとよい公理系を選べば連続体仮説が偽であることが証明できると考えたのである。その立場を強固に推し進めた最後の論文は、学会誌には掲載されずに返還されてしまった。多くの集合論の専門家は、連続体仮説は偽であると考えているか、または真偽に対して中立的な立場を取っている。
ヒュー・ウッディンのように連続体仮説が偽であるとする専門家のうちには、「自然な仮定」を加えて構築される数学モデルでは連続体濃度が {\displaystyle \aleph _{2}} に一致するといった形で定式化を試みる動きもある。

## 歴史
この仮説は 19 世紀に集合論の創始者、ゲオルク・カントールによって提出された。彼自身この解決に熱心に取り組んだことが知られている。可算濃度より連続体濃度の方が大きいことは、カントールの対角線論法によって証明されている。カントールは当初、連続体仮説も証明することはそれほど難しくないと考えていたが、遂に証明することはできなかった。
1900年、パリで開かれた国際数学者会議においてダフィット・ヒルベルトは彼の有名な 23 の問題の第一番にこの連続体仮説を取り上げた。その後、1940年にクルト・ゲーデルは任意の ZF のモデルにおいて構成可能集合全体のクラス L が連続体仮説をみたすことを証明し、「ZFC からは連続体仮説の否定は証明できない」ことを示した。さらに1963年、ポール・コーエンは強制法と呼ばれる新しい手法を用いて「ZFC から連続体仮説を証明することは出来ない」ことを示した。これらの結果から ZFC に連続体仮説を加えても、またはその否定を加えても矛盾は発生しないこと、つまり連続体仮説の ZFC からの独立性が示され、連続体仮説は解決を見た（これらの結果は全て ZF の無矛盾性を仮定している）。コーエンはこの業績により、1966 年にフィールズ賞を受賞している。

## 一般連続体仮説
連続体仮説を、可算濃度と連続体濃度だけではなく、ある集合の濃度と、その冪集合の濃度に対して拡張したものを、一般連続体仮説 (GCH) と呼ぶ。即ち、無限集合 X に対し、
{\displaystyle {\mbox{card}}\,X<{\mbox{card}}\,\Omega <{\mbox{card}}\,{\mathfrak {P}}(X)}
を満たすような Ω が存在しないという仮説のことである。冪集合の方が必ず大きくなることも、カントールの対角線論法によって証明できる。一般連続体仮説も、その名の通り、仮説として認識され、ZFC からの独立性が証明されている。
一般連続体仮説を肯定したとして、Ωに対し、連続体の中で最大元を持つ半順序集合をとる。
その集合とある冪集合の濃度の間には、他の濃度は存在しないことがいえるから、アレフ数の定義より、
{\displaystyle {\mbox{card}}\,X=\aleph _{\alpha }\ \Longrightarrow \ {\mbox{card}}\,{\mathfrak {P}}(X)=\aleph _{\alpha +1}}
が言える。ここで、{\displaystyle {\mbox{card}}\,{\mathfrak {P}}(X)=2^{{\rm {card}}\,X}} であるから、
{\displaystyle \aleph _{\alpha +1}=2^{\aleph _{\alpha }}}
が成り立つ。

## イーストンの定理
選択公理を仮定している場合、濃度は基数、すなわちその濃度を持つ最小の順序数で記述されることが多い。これ以降、この慣習を採用することにする。
一般連続体仮説が ZF から独立しているのはすでに述べた通りであるが、ウィリアム・B・イーストンはその事実を拡張し、ZFC のモデルにおける正則基数の冪集合の濃度は以下の2つの条件以外の制限を受けないことを証明した（イーストンの定理）。
- {\displaystyle \kappa \leq \lambda } ならば {\displaystyle 2^{\kappa }\leq 2^{\lambda }}
- {\displaystyle {\mbox{cf}}(2^{\kappa })>\kappa }（ケーニヒの定理）

ここで、{\displaystyle \kappa } および {\displaystyle \lambda } は任意の正則基数、{\displaystyle 2^{\kappa }} は {\displaystyle \kappa } の冪集合の基数、{\displaystyle {\mbox{cf}}(\kappa )} は {\displaystyle \kappa } の共終数とする。
彼の証明は、無限にたくさんの強制法を同時に行うものであり、その手法は現在でも盛んに応用されている。

## 特異基数問題
正則基数の冪集合の基数に関してはイーストンの定理によって整合性が証明されたわけであるが、特異基数の冪集合の基数は未だにはっきりとわかっていない。
その原因の1つは、シルバーの定理が示している通り、特異基数の冪集合の濃度がそれより小さい正則基数の濃度に大きく影響されるからである。
この分野で重要な結果としてはメナヘム・マジドール（マギドー）によるマギドーの定理が挙げられる。

## pcf 理論
正則基数の冪集合の濃度が強制法で非常に自由に動かせることから、特異基数の冪集合の濃度に関しても同様なことが言えるのではないかと予想されていた。
それを覆したのがサハロン・シェラハ（シェラー）のpcf理論である。例えば、次の定理は pcf 理論の成果である:
- 全ての自然数 n に対して、{\displaystyle 2^{\aleph _{n}}<\aleph _{\omega }} が成り立っているとき、{\displaystyle 2^{\aleph _{\omega }}\leq \aleph _{\omega _{4}}} 。